# 야부나카 가이오
야부나카 가이오(일본어: 藪中 海皇, 2001년 9월 10일~)는 일본의 축구 선수이다.

## 구단 경력
그는 2024년 J3리그의 이와테 그루자 모리오카에 입단했다.